# Josep Antoni Cortés Moreno
Josep Antoni Cortés Moreno és un escriptor de Mataró.
Va néixer el 27 de gener de 1958 a Alacant. El 1962 els seus pares, germà i ell mateix es van mudar a Mataró. El 1984 va entrar a treballar a Folgarona S.A. (empresa de fontaneria, instal·lacions de sistemes de calefacció i aire condicionat) i el 1993 es va convertir en director general de l'empresa, fins al 2021, any en el qual es va jubilar.

## Llibres
El 2017 va començar la seva trajectòria com a escriptor i al llarg d'aquesta ha escrit els següents llibres, publicats per l'editorial círculo rojo:
- La bandera de Mataró (2017 i actualitzat el 2019): Història de la bandera de la ciutat, la qual va començar sent una contrasenya per a la identificació de vaixells de la província marítima de Mataró i ha acabat sent la bandera municipal.[3]
- ¿Que esta pasando en Mataró? (2018): Novel·la de ficció que barreja la història real de Mataró amb fets i personatges ficticis.[4]
- Made in Mataró (2018): Un recull de curiositats i anècdotes de la història de la ciutat i dels seus habitants.[4]
- Folgarona, S.A. 70 aniversari (2020): Un recorregut pels esdeveniments més importants de l'empresa.[3][5]
- Passejant per Mataró (2021): Guia de tots els detalls que es poden trobar, des dels més petits fins als monuments més rellevants de la ciutat.[3]
- Vimaco, el forn del vidre de dalt (2022): Presentat l'any internacional del vidre (2022).[6] Recorregut per la història, funcionament i fabricació d'ampolles de Vimaco (Vidriera de la Maresma Cooperativa Obrera).[7]
- Mataró sota terra (2023): Un recorregut per les entranyes de la ciutat.[8][9][10]